# Años 1540 a. C.
La década de los años 1540 a. C. comenzó el 1 de enero de 1549 a. C. y terminó el 31 de diciembre de 1540 a. C. Corresponde al siglo XVI a. C.

## Acontecimientos
- Historia del Antiguo Israel — fecha más antigua para Ahmose I fundador de la Dinastía XVIII de Egipto.

## Personas destacadas
- 1545 a. C. — Ahmose I, faraón y fundador de la XVIII dinastía de Egipto, muere, según la Alta Cronología.